# Сокол, Александра Семёновна
Александра Семёновна Сокол, (девичья фамилия — Тарабан; 4 мая 1919 — 3 июня 2001) — украинский советский инфекционист, доктор медицинских наук, профессор, Заслуженный деятель науки и техники Украины.

## Биография
Родилась 4 мая 1919 года в селе Рогозов Переяславского уезда Полтавской губернии. В 30-е годы в Рогозове создали четыре колхоза: «Пятилетка», «имени Косиора», «Октябрь», «имени Шевченко». По окончании в 1937 году на «отлично» средней школы А. С. Сокол поступила в Киевского университета им. Т. Г. Шевченко на геолого-географический факультет. Но в октябре 1937 года его исключили из университета и комсомола, как «дочь врага народа». На то время ее отца, председателя Бориспольского райземотдела, приговорили к смертной казни (посмертно реабилитировали в 1958 году). Летом 1938 года Александра Семеновна написала письмо на имя Сталина, в котором рассказала о несправедливом решении суда и, ссылаясь на конституционное право на образование, попросила предоставить ей возможность учиться дальше. Прочитал «вождь народа» того письма, неизвестно. Но то, что ее не арестовали или подвергли другим притеснениям, кажется невероятным. В августе 1938 года на заседании бюро районного комитета комсомола ей вернули комсомольский билет и восстановили в университете. Однако Александра Семёновна отказалась от дальнейшего обучения в университете и окончательно решила стать врачом. Возможно, на это решение повлияли детские воспоминания про своего деда — единственного на всю округу фельдшера. Как много лет назад написала сама Александра Семеновна в автобиографии, она сознательно выбрала профессию врача, что и определило ее дальнейшую судьбу на всю жизнь.
В 1938 году А. С. Сокол поступила в Киевского медицинского института (КМИ). Училась увлеченно, с вдохновением. Еще в студенческие годы начала интересоваться научными исследованиями. С 1940 года, обучаясь на кафедре микробиологии, она с восторгом посещала вечерние занятия студенческого научного кружка, которым руководил выдающийся ученый, основатель отечественной вирусологии, известный микробиолог, профессор Сергей Степанович Дяченко (5.10.1898 — 22.01.1992), который был неординарной личностью с необъятным кругозором.
В течение Великой Отечественной войны продолжила учебу в эвакуации в Челябинске. Была выпущена в составе лечебного факультета по сокращенному сроку обучения в 1942 году, когда Александра Семеновна получила диплом с отличием. Ее оставляли в аспирантуре, но она отказалась от такой возможности и вместе с другими выпускниками института добровольно ушла на фронт. Призвана Советским РВК г. Челябинска в августе 1942 года. В действующей армии с 8 сентября 1942 года. Как командир санитарной роты 1321-го стрелкового Брестского полка 415-й стрелковой Мозырской Краснознаменной дивизии прошел боевой путь до Берлина. Член ВКП(б) с октября 1943 года. Ей присвоили воинское звание капитана медицинской службы. Была ранена. Закончила войну главным врачом-специалистом лагеря репатриированных советских граждан в Германии.
После демобилизации из рядов Советской армии в январе 1946 года В. С. Сокол вернулась к Киевского медицинского института (КМИ). С 1946 по 1949 год училась в аспирантуре на кафедре инфекционных болезней под руководством профессора Анатолия Матвеевича Зюкова. В 1949 году защитила диссертацию на тему: «Переливание крови как метод лечения брюшного тифа» на соискание ученой степени кандидата медицинских наук. С 1949 по 1951 год работала младшим научным сотрудником Института инфекционных болезней АМН СССР; с 1951 по 1953 год — ассистент кафедры инфекционных болезней КМИ. С 1953 по 1962 год возглавляла кафедру инфекционных болезней Черновицкого медицинского института (ЧМИ). В 1954 году ей присвоили ученое звание доцента. В 1956 году защитила докторскую диссертацию «Особенности действия некоторых сердечно-сосудистых препаратов у инфекционных больных» в Институте инфекционных болезней АМН СССР в Киеве, в 1959 году ей присвоили ученое звание профессора. С 1955 по 1957 год одновременно с заведованием кафедрой был деканом лечебного факультета ЧМИ, а в течение 1957-1962 годов В. С. Сокол занимала должность проректора Черновицкого медицинского института по научной и учебной работы, одновременно, с 1955 по 1962 год — должность ректора Народного университета в г. Черновцы.
С августа 1962 года и на протяжении последующих 27 лет профессор А. С. Сокол возглавляла кафедру инфекционных болезней Киевского медицинского института. В течение 1966-1973 лет работала проректором института по научной работе. В течение 1970-1990-х годов с присущей ей удивительной энергией председательствовала в Украинском обществе инфекционистов. Большое внимание В. С. Сокол уделяла подготовке высококвалифицированных научно-педагогических кадров. Воспитанники В. С. Сокол не только пополнили коллектив кафедры в КМИ, но и работали почти во всех регионах Украины и даже за рубежом.
Оставив должность заведующего кафедрой в 1989 году, Александра Семёновна продолжала работать профессором-консультантом.
Она подготовила 6 докторов и 34 кандидата медицинских наук. Ее перу принадлежат 158 научных работ, в том числе 8 монографий, она имела 3 авторские свидетельства СССР.
О А. С. Сокол с уважением и теплом вспоминал известный писатель и дипломат, профессор, доктор медицинских наук Юрий Щербак в своем романе «Причины и последствия».
Умерла от продолжительной тяжелой болезни в Киеве 3 июня 2001 года. Похоронена на родине, в селе Рогозов Бориспольского района Киевской области.

## Основные научные и педагогические труды
- Токсоплазмоз человека /Д. Н. Засухин, А. С. Сокол, П. А. Овчаренко ; ред.: А. Г. Пап, Д. Н. Засухин. — Москва: Медицина, 1974. — 192 с.
- Печеночно-почечная недостаточность /А. С. Сокол Е. Е. Карманова, А. Ф. Киселева. — К.: Здоровье, 1977. — 135 с.
- Тропические паразитарные болезни человека и животных: учеб. пособие для иностр. студ., обучающихся в мед. вузах СССР /А. С. Сокол, П. А. Овчаренко, В. Ф. Галат. — К.: Изд-во УСХА, 1992. — 168 с.
- Столбняк. Киев, Здоровье, 1968 (Ковтуненко Г. П.. Черная Л. С., Сокол А. С. с соавт.)- 223 с.
- Основы геронтологии / под ред. Д. Ф. Чеботарева, Н. Бы. Маньковского, В. В. Фролькиса. — М.: Медицина, 1969. — 646 с.
- Рецептурный справочник врача (под ред. Ы. С. Чекмана) (Грицюк А. Н., Грищенко В. Ы., Сокол А. С.) — Киев: Здоровье, 1982, 400 стр.
- К методике определения количества циркулирующей крови сахарным способом /А. С. Сокол // Терапевтический архив. — 1954. — № 5. — С.85-86.
- Клинико-лабораторная характеристика спорадических заболеваний сыпным тифом / А. С. Сокол, Ю. Ю. Косовский // Научная сессия Черновицкого мединститута, посвященная 10-летию существования института (1944-1954): тезисы докладов. — Черновцы, 1954. — С.16.
- Редкий случай тяжелого балантидиоза /А. С. Сокол Е. Г. Цитрицкий, Н. М. Шинкерман // Медицинская паразитология и паразитарные болезни. — 1954. — № 4. — С. 324-325.
- К вопросу о природе спорадических случаев повторного сыпного тифа /А. С. Сокол, Ю. Ю. Косовский // Журнал микробиологии, эпидемиологии и иммунологии. — 1957. — № 3. — С. 104-105.
- Диагностика и лечение вирусного гепатита (болезни Боткина) /А. С. Сокол (отв. ред.) и др. // Научно-проблемная конференция: материалы. — К.: Здоровья, 1968. — 109 с.
- Эффективность комплексного лечения рожи с применением сока каланхоэ /Сокол А. С., Казачья Г. Г., Свирид Г. М.// Врач. дело. 1973. — № 3. — С. 137-139.
- Комплексное лечение локализованных и генерализованных форм менингококковой инфекции с применением диметилсульфоксида (ДМСО): Методические рекомендации. /Сокол А. С., Пивень В. Ы. Киев, 1980. — 12 с.
- Новое в диагностике и лечении сальмонеллеза, стафилококковой инфекции и вирусного гепатита /А. С. Сокол (отв. ред.) и др. //Республиканская научно-практическая конференция инфекционистов: тезисы докладов; 29-30 сентября 1981 г. — Тернополь, 1981. — 98 с.
- Вопросы клиники, эпидемиологии и лечения ботулизма./ Сокол А. С., Колесников Н. М., Розаман М. П. и др. Врачебн. дело, 1982, № 4, с. 107-109.
- Правила обследования инфекционного больного и ведения истории болезни: метод. рэк. для студ. мед. вузов / Киев. Медицинский институт им. А. А. Богомольца ; сост. А. С. Сокол. — К.: [б. в.], 1989. — 12 с.

## Награды и почетные звания
За доблестный труд в годы войны была награждена орденами Отечественной войны 1-го (26.05.1945) и 2-го (30.04.1945) степеней, Красной Звезды (19.08.1944), многими медалями, в том числе медалью «За отвагу» (05.11.1943).
За выдающиеся профессиональные и научные достижения в послевоенное время профессора А.С. Сокол А. С. неоднократно отмечало правительство. В 1983 году ей присвоили звание Заслуженного деятеля науки и техники Украины. Ее наградили Почетным отличием Президента Украины (1991 год), Почетной грамотой Министерства здравоохранения Украины (1999 год).